# Erebus meforensis
Erebus meforensis är en fjärilsart som beskrevs av Louis Beethoven Prout 1924. Erebus meforensis ingår i släktet Erebus och familjen nattflyn. Inga underarter finns listade i Catalogue of Life.